# 1276
1276 (MCCLXXVI) je bilo prestopno leto, ki se je po julijanskem koledarju začelo na sredo. 
To je tudi edino leto pontifikata štirih papežev.

## Dogodki

### Vzpon Habsburžanov
- junij - Nemški kralj Rudolf I. Habsburški napove vojno češkemu kralju[1] Otokarju II.. Rudolf I. prepriča spodnjebavarskega vojvodo Henrika XIII. Wittelsbaškega, da prestopi na njegovo stran.
- Neugodna finančna situacija prisili Otokarja II., ki ga je oslabilo vojskovanje z Madžari in upori češkega plemstva, da kapitulira pred Rudolfom I.. Habsburžani dobijo v dedno last Avstrijsko, Štajersko in Koroško vojvodino ter Kranjsko marko. Otokar II. ohrani edino Češko in Moravsko.
  - Prenos posesti vključuje zaroko med Rudolfovo hčerko Judito in Otokarjevim sinom Venčeslavom.
  - Otokar II. prične iskati zaveznike za odločujoči spopad z Rudolfom I. 1278 ↔

### Leto štirih papežev
- 10. januar - Umrlega papeža Gregorja X. nasledi Inocenc V., 185. papež po seznamu.[2]
  - Financiranje za novo križarsko vojno se prekine in že zbrani denar se razdeli po Italiji.
- 21. januar - Posvetitev novega papeža Inocenca V., ki je prvi papež iz dominikanskega reda.
- 22. junij - V petem mesecu papeževanja umre Inocenc V.. Nasledi ga Hadrijan V., 186. papež po seznamu.[3] Na njegovo izvolitev je imel vpliv predvsem Karel Anžujski.
- 18. avgust - Zaradi bolezni umre Hadrijan V.. Za novega papeža je izvoljen Janez XXI., 187. papež po seznamu. Je edini Portugalec[4] med papeži in edini papež, ki je pred posvetitvijo opravljal zdravniški poklic. 1277 ↔

### Mongolski imperij
- februar - Mongolski vrhovni kan Kublajkan nadaljuje z invazijo na Južni Song. Mongoli zavzamejo prestolnico Hangzhou, ki je imela blizu milijon prebivalcev. Eksodus kitajskega dvora in več stotisoč meščanov proti južnemu Fujianu in še dlje proti Kantonu.
  - Babica mladoletnega cesarja Xie Daoqing, ki je hkrati regentinja, in 5 letni cesar Gong se predata Mongolom. S tem cesar dejansko abdicira. Kublajkan podeli bivšemu cesarju naziv vojvoda Yinga in ga vključi v svoj dvor.
- 14. junij - Begunska vlada Južnega Songa se začasno ustali v mestu Fuzhou, provinca Fujian. Za novega cesarja je izbran 8 letni Duanzong. 1277 ↔
- Kublajkanov sin Nomukhan prežene čagatajsko vojsko iz Ujgurije.
- Japonski regent in de facto vladar Hodžo Tokimune zavrne mongolske diplomate, ki so mu postavili zahtevo, da izkaže tribut Kublajkanu.
- Kan Ilkanata Abaka pošlje več diplomatskih misij na Sveti sedež za skupno nadaljevanje vojne proti muslimanom (leto štirih papežev ↑).

### Ostalo
- 27. julij - Umrlega aragonskega kralja Jakoba I. nasledi starejši sin Peter III.. Mlajši sin dobi v fevd žepno Majorško kraljevino in baronijo Montpellier.
- Rekonkvista: upor muslimanov v Valenciji. 1278 ↔
- Umrlega vladimirskega velikega kneza Vasilija Kostromskega nasledi Dimitrij Pereslavlski.
- SRC: Kaiserslautern, Augsburg in Ravensburg postanejo svobodna mesta (Freie Reichsstadt).
- Srbskega kralja Štefana Uroša I. v abdikacijo prisili njegov sin Štefan Dragutin.
- Egiptovski mameluški sultan Bajbars osvoji Spodnjo Nubijo (regijo Al-Maris).
- Veliki kanjon, ZDA: prva od več kot dve desetletji trajajočih suš na tem območju, ki končno prisilijo ljudstvo Anasazi, da poišče rodovitnejša območja naselitve.

## Rojstva
- 29. september - Krištof II., danski kralj († 1332)
- 19. oktober - Hisaaki, 8. japonski šogun († 1328)
- Abu Said Usman II., marinidski sultan († 1331)
- Giovanni Villani, italijanski (florentinski) kronist († 1348)
- Margareta Brabantska, nemška kraljica († 1311)
- Vahtang III., gruzijski kralj († 1308)

## Smrti
- 10. januar - papež Gregor X. (* 1210)
- 22. junij - papež Inocenc V. (* 1225)
- 27. julij - Jakob I., aragonski kralj (* 1208)
- 18. avgust - papež Hadrijan V. (* 1205)
- Ahmad al-Badavi, maroški sufi (* 1199)
- Guido Guinizzelli, italijanski pesnik (* 1235)
- Ludvik Kapeting, francoski kronski princ (* 1264)
- Smbat Sparapet, armenski kronist (* 1208)
- Vasilij Kostromski, vladimirski veliki knez (* 1241)